# 土田大
土田 大（つちだ ひろし、1972年2月8日 - ）は、日本の俳優、声優。東京都出身。81プロデュース所属。

## 略歴
小学校時代は学芸会に参加しており、当時の文集には「なりたいものは役者」と書かれていた。
俳優になるきっかけは、勉強が嫌いであり「大学に行っても何もやることはない」「どうせなら自分の好きなことをやりたい」という考えのもと、東京都立文京高等学校卒業後に「やってみようか」という軽い気持ちで役者の世界に入ったことである。劇団東俳に2年間所属。
その後、劇団を結成するなどしたが、関節を怪我した際「もう止めようか」と考えたが、ビッグアップルに所属。1994年、スーパー戦隊シリーズ『忍者戦隊カクレンジャー』でサイゾウ / ニンジャブルー役として役者デビュー。1990年代末から声優とナレーターをメインに活動している。

## 人物
特技は殺陣、歌、水泳、体操。
幼少期からアニメや特撮のファンで、『カクレンジャー』当時に雑誌にガンダムシリーズのファンであることが掲載されると、後楽園ゆうえんちのショーでファンからセル画やポスターなどをプレゼントされたという。
吹き替えでは主にジョセフ・ゴードン＝レヴィットを担当している。

## 出演
太字はメインキャラクター。

### テレビアニメ
1999年
- メダロット（陸雲さん）

2000年
- 最遊記シリーズ（2000年 - 2003年、赤益、兵士、妖怪、飛長男、馬霊 他） - 2シリーズ
- ゾイド -ZOIDS-（村人、青年、兵士 ほか）
- ドッとKONIちゃん（中山ペルシュロン）
- とっとこハム太郎（幸夫）

2001年
- オフサイド（熊谷五郎）
- こみっくパーティー（警備員）
- サラリーマン金太郎（サラリーマン、総務社員、ニューハーフ2、スポーツカーの男）
- ゾイド新世紀スラッシュゼロ（ウォリアー、部下A、ノコギリ男の声）
- ポケットモンスター（芸人）

2002年
- アソボット戦記五九（金槌小僧）
- 真・女神転生Dチルドレン ライト&ダーク（ゲイル）

2003年
- TEXHNOLYZE（大西京呉）
- NARUTO -ナルト-（並足ライドウ）

2004年
- アガサ・クリスティーの名探偵ポワロとマープル（門番）
- 吟遊黙示録マイネリーベ（グリフィス）
- 魁!!クロマティ高校（佐田政志）
- 名探偵コナン（2004年 - 2025年、広井昭、恩田遼平、初村健策、山県徳一、土門健介 他）
- ONE PIECE（遊牧民、カポーティ、チキチータ）

2005年
- 強殖装甲ガイバー（フリドリッヒ・フォン・プルクシュタール）
- CLUSTER EDGE（軍学校生徒）
- ゾイドジェネシス（レ・イン）
- ハチミツとクローバー（2005年 - 2006年、山崎一志） - 2シリーズ
- ボボボーボ・ボーボボ（パナ、ラパラパ）
- MAJOR 2nd season（西中監督）

2006年
- ガラスの仮面（藤木夜彦、竹本）
- 銀色のオリンシス（ジン）
- スパイダーライダーズ 〜オラクルの勇者たち〜（中隊長）
- TOKKO 特公（村正将吾）
- 武装錬金（金城）
- 遊☆戯☆王デュエルモンスターズGX（大山平）
- 流星のロックマン（2006年 - 2008年、天地守） - 2シリーズ

2007年
- 怪物王女（アレク）
- 銀魂（摩理之介）
- スカルマン（スカルマン、DVD版予告ナレーション）
- ぜんまいざむらい（平賀ゲンナリ、サバ夫、イワン、弁慶、盗人、総大将、露天商、妖怪秘宝館、花火師 他）
- D.Gray-man（2007年 - 2016年、ヤン、エドガー・チャン・マルティン） - 2シリーズ
- BLUE DRAGON（ギリアム）
- 魔人探偵脳噛ネウロ（栗山）

2008年
- ゴルゴ13（ハンク、フレッド）
- 絶対可憐チルドレン（十文字）
- 全力ウサギ（エリート）
- ソウルイーター（妖刀マサムネ）
- チョロQデッキシステム Qファイターズ!（ナレーション）
- 夏目友人帳（時雨）
- NARUTO -ナルト- 疾風伝（並足ライドウ）
- 薬師寺涼子の怪奇事件簿（花房保）

2009年
- グイン・サーガ（レンツ）
- チェブラーシカ あれれ?（ゲーナ）
- NEEDLESS（ザカート）
- 花咲ける青少年（イザック・ノエイ）
- RIDEBACK -ライドバック-（ムナカタ）

2010年
- イナズマイレブン（2010年 - 2011年、ヒデ・ナカタ、豪炎寺勝也）
- 極上!!めちゃモテ委員長 セカンドコレクション（男）
- バクマン。（国語教師）
- ひめチェン!おとぎちっくアイドル リルぷりっ（マルコ・パパロンチーノ）
- メタルファイト ベイブレード 爆（アナウンス）

2011年
- うさぎドロップ（河地大吉）
- ウルヴァリン（公安・高木）
- STEINS;GATE（ジョン・タイター）
- テガミバチ REVERSE（ホーダイ・フランクリン）
- 未来日記（ジーパン）
- レベルE（密漁者）

2012年
- 宇宙兄弟（ダミアン・クウェラー）
- エウレカセブンAO（財務省役人）
- SKET DANCE（飛島翔）
- マギ（ラシッド・サルージャ）
- ルパン三世 東方見聞録 〜アナザーページ〜（クラウディオ・ベラルディ）

2013年
- 宇宙戦艦ヤマト2199（山崎奨、保安部員）※2012年劇場先行公開
- キングダム（郭備）
- 進撃の巨人（2013年 - 2022年、グリシャ・イェーガー） - 6シリーズ
- ビーストサーガ（キャプテンイーグル）
- ポケットモンスター XY（2013年 - 2016年、プラターヌ博士） - 2シリーズ + 特別編

2014年
- 白銀の意思 アルジェヴォルン（サモンジ・ウキョウ）
- 天体のメソッド（古宮修一）
- 団地ともお（今野兄）
- 東京レイヴンズ（三善十悟）
- テンカイナイト（セイランのパパ）
- バディ・コンプレックス（ネストル・ヴィクトロヴィチ・ドルジエフ）
- 風雲維新ダイ☆ショーグン（坂本龍馬）
- ログ・ホライズン2（ナカルナード）

2015年
- アルスラーン戦記（2015年 - 2016年、トゥース） - 2シリーズ
- カードファイト!! ヴァンガードG（馬場タケル、紳士1）
- ダンジョンに出会いを求めるのは間違っているだろうか（2015年 - 2025年、ガネーシャ） - 5シリーズ
- FAIRY TAIL（エゼル）
- ルパン三世 PART IV（パトリック）
- ONE PIECE 〜アドベンチャー オブ ネブランディア〜（カポーティ）

2016年
- シュヴァルツェスマーケン（ヨアヒム・バルク）
- ジョーカー・ゲーム（本間英司軍曹）
- ハイキュー!! セカンドシーズン（赤井沢剛）
- ブブキ・ブランキ（朝吹玄馬）
- マギ シンドバッドの冒険（ハールン、ラシッド・サルージャ）
- ルパン三世 イタリアン・ゲーム（パトリック）

2017年
- “栄光なき天才たち”からの物語（日本水泳連盟・理事D）
- ソード・オラトリア ダンジョンに出会いを求めるのは間違っているだろうか外伝（ガネーシャ）
- 時間の支配者（ゼド、男性C）

2018年
- バジリスク 〜桜花忍法帖〜（輪廻孫六）
- ハクメイとミコチ（カテン）
- DOUBLE DECKER! ダグ&キリル（ゲイリー）

2019年
- 荒野のコトブキ飛行隊（トリヘイ）
- 勇気の花がひらくとき やなせたかしとアンパンマンの物語（上官 ）
- ぼくたちは勉強ができない（学園長） - 2シリーズ
- 妖怪ウォッチ!（ナレーション）
- 賢者の孫（ラッセル＝フォン＝リッツバーグ）
- 慎重勇者〜この勇者が俺TUEEEくせに慎重すぎる〜（イレイザ＝カイゼル）
- ライフル・イズ・ビューティフル（小倉栄一）

2020年
- ブラッククローバー（ダムナティオ・キーラ）
- 恋する小惑星（廣瀬直也）

2021年
- バック・アロウ（ガライ・バリバガーン）
- デュエル・マスターズ キング!（2021年 - 2022年、ジェレミー）
- ゾンビランドサガ リベンジ（西村マネージャー）
- トロピカル〜ジュ!プリキュア（コニー）

2022年
- プラチナエンド（星雅矢）
- 殺し愛（スンウ）
- 平家物語（俊寛）
- 異世界薬局（サロモン）
- Engage Kiss（緒方イサム）

2023年
- HIGH CARD（オークショニア）
- 贄姫と獣の王（ナレーション）
- 機動戦士ガンダム 水星の魔女（ナディム・サマヤ）
- おかしな転生（カセロール＝ミル＝モルテールン）
- 聖女の魔力は万能です（ローランド・ヴァルデック）
- 冒険者になりたいと都に出て行った娘がSランクになってた（パーシヴァル）

2024年
- 外科医エリーゼ（ベン子爵）
- となりの妖怪さん（杉本真守、マーさん）
- ネガポジアングラー（町田）

2025年
- ハニーレモンソーダ（阿部先生）
- 戦隊レッド 異世界で冒険者になる（堅岡修二 / キズナグリーン、喧嘩している男）
- この会社に好きな人がいます（企画部課長）
- SAKAMOTO DAYS（朝倉）
- 完璧すぎて可愛げがないと婚約破棄された聖女は隣国に売られる（ジルトニア国王）
- 帝乃三姉妹は案外、チョロい。（三和の師）

### 劇場アニメ
- CAT SHIT ONE -THE ANIMATED SERIES-（2010年、パッキー）
- チェブラーシカ（2010年、ゲーナ）
- 神秘の法（2012年、浦野[43]）
- わすれなぐも（2012年、硯周）
- 名探偵コナン 絶海の探偵（2013年、味谷勇作）
- 宇宙戦艦ヤマト2199 星巡る方舟（2014年、山崎奨）
- 新劇場版 頭文字D Legend1 -覚醒-（2014年、池谷浩一郎[44]）
- 宇宙兄弟#0（2014年、ダミアン・クウェラー）
- チェブラーシカ 動物園へ行く（2015年、ゲーナ）
- 新劇場版 頭文字D Legend2 -闘走-（2015年、池谷浩一郎[45]）
- ポケモン・ザ・ムービーXY&Z ボルケニオンと機巧のマギアナ（2016年、プラターヌ博士）
- UNDER THE DOG Jumbled（2018年、天方順一）
- 劇場版 ダンジョンに出会いを求めるのは間違っているだろうか -オリオンの矢-（2019年、ガネーシャ）
- 空の青さを知る人よ（2019年、新渡戸バンド キーボード）
- BLACKFOX（2019年、アレン[46]）
- 名探偵コナン 黒鉄の魚影（2023年、ハンス）
- ウマ娘 プリティーダービー 新時代の扉（2024年、沖田トレーナー）

### OVA
- 真ゲッターロボ対ネオゲッターロボ（2000年、研究員）
- トップをねらえ2!（2004年、軍医部長）
- 最遊記RELOAD -burial-（2007年、孫考）
- MURDER PRINCESS（2007年、アカマシ）
- GUNSLINGER GIRL -IL TEATRINO- OVA（2008年、アルトマイヤー）
- 最遊記外伝（2011年、円雷）
- 聖闘士星矢 THE LOST CANVAS 冥王神話（2011年、モルペウス）
- ダンジョンに出会いを求めるのは間違っているだろうかIII（2021年、ガネーシャ）
- 機動戦士ガンダム 水星の魔女 PROLOGUE（2022年、ナディム・サマヤ[47]）

### Webアニメ
- リーンの翼（2005年、矢藩朗利）
- 亡念のザムド（2008年、若頭）
- 機動戦士ガンダム サンダーボルト（2015年、J・J・セクストン[48]）
- ポケモンジェネレーションズ（2016年、ミナキ[49]）
- ウマ娘 プリティーダービー ROAD TO THE TOP（2023年、沖田トレーナー[50]） - 2024年に劇場用再編集版公開[51]
- T・Pぼん（2024年、トッケー）

### ゲーム
2001年
- 脱衣雀2

2004年
- 鉄拳5（馮威〈フェン・ウェイ〉）
- True Crime（ケアリー・カン）

2005年
- 戦神 -いくさがみ-（神託、織田信長）
- イリスのアトリエ エターナルマナ2（ケイオス、クロイツ枢機院長）
- キングダム ハーツII（トロン）
- コロッケ!DS 天空の勇者たち（パエリア）
- ソウルキャリバーIII（ザサラメール、アビス）
- 龍が如く（一輝）

2006年
- メルヘヴン カルデアの悪魔（シュバイツァ）
- 遊☆戯☆王デュエルモンスターズGX タッグフォース（大山平）
- 龍が如く2（一輝）

2007年
- 鉄拳6（馮威〈フェン・ウェイ〉）
- 遊☆戯☆王デュエルモンスターズGX タッグフォース2（大山平）
- レインボーシックス ベガス（ローガン・ケラー）

2008年
- 幻想水滸伝ティアクライス（ギリアム、グントラム、一なる王）
- ソウルキャリバーIV（ザサラメール）
- 遊☆戯☆王デュエルモンスターズGX タッグフォース3（大山平）
- レインボーシックス ベガス 2（ローガン・ケラー）

2009年
- KILLZONE 2（ダンテ・ガーザ伍長）
- ソウルキャリバー Broken Destiny（ザサラメール）
- 龍が如く3（一輝）

2010年
- イナズマイレブン3 世界への挑戦!!（ヒデナカタ）
- Solatorobo それからCODAへ（グレン・ザッハー）

2011年
- エースコンバット アサルト・ホライゾン（ウィリアム・ビショップ）
- 鉄拳タッグトーナメント2（馮威〈フェン・ウェイ〉）

2012年
- Kinect ラッシュ: ディズニー/ピクサー アドベンチャー（ライトニング・マックィーン）
- タイムトラベラーズ（鈴川数美）

2013年
- ヴァルハラナイツ3（ポール）
- コール オブ デューティ ゴースト（キーガン・P・ルス）
- ディズニー インフィニティ（ライトニング・マックィーン）
- スーパーロボット大戦UX（矢藩朗利）

2014年
- ヴァルハラナイツ3 GOLD（ポール）

2015年
- アルスラーン戦記×無双（トゥース）
- グランブルーファンタジー（レンス、ハロルド）

2016年
- 龍が如く 極（一輝）
- スターオーシャン5 Integrity and Faithlessness（グンター）
- スターオーシャン:アナムネシス（グンター）

2017年
- 仁王（黒田長政）
- ダンジョンに出会いを求めるのは間違っているだろうか 〜メモリア・フレーゼ〜（ガネーシャ）
- 龍が如く 極2（一輝）

2018年
- スーパーロボット大戦X（ネストル・ヴィクトロヴィチ・ドルジエフ）

2019年
- 北斗の拳 LEGENDS ReVIVE（ジード、ヒューイ）

2020年
- ブリガンダイン ルーナジア戦記（カイル）
- ロストアーク（ウェイ）

2022年
- タクティクスオウガ リボーン（ルバルド・オブライエン、ロバート・ラドラム）

2023年
- アーマード・コアVI ファイアーズオブルビコン（G5イグアス）

2024年
- 龍が如く8（一輝）

### ドラマCD
- YEBISUセレブリティーズ5（谷地猛流）
  - YEBISUセレブリティーズEncore（谷地猛流）
- くいもの処 明楽（松城大）
- SASRA2（レオンハルト）
- スターオーシャン5 -Integrity and Faithlessness-（グンター）
- チェブラーシカ（ゲーナ[62]）
- 姫君の輿入れ（藤原光則）
- PON!とキマイラ（花子ちゃん）
- リピート・アフター・ミー?（ディエゴ・ロペス）

### 吹き替え

#### 担当俳優
イ・ビョンホン
- イカゲーム（フロントマン / ファン・イノ）
- KPOPガールズ! デーモン・ハンターズ（グウィマ）
- 非常宣言（パク・ジェヒョク）

ウィル・ユン・リー
- トータル・リコール（マレック）
- トルク（バル）
- バイオニック・ウーマン（ジェイ・キム）

エディ・ケイヒル
- アンダー・ザ・ドーム（サム・ヴェルドロー）
- CSI:ニューヨーク（ドン・フラック）
- HAWAII FIVE-0 シーズン9 #6（カーソン・ロッド）
- ミラクル（ジム・クレイグ）

オーウェン・ウィルソン
- アルマゲドン（オスカー・チョイ）※日本テレビ版、テレビ朝日版
- カーズシリーズ（ライトニング・マックィーン）
  - カーズ
  - カーズ2
  - カーズ/クロスロード
  - カーズ・オン・ザ・ロード

カルロス・バーナード
- キャッスル 〜ミステリー作家は事件がお好き シーズン5 #23（ジャレッド・スタック）
- 24 -TWENTY FOUR-（トニー・アルメイダ）
- 24:レガシー（トニー・アルメイダ）
- バーン・ノーティス 元スパイの逆襲 シーズン3 #15（ガブリエル）

クリス・エヴァンス
- 紅海リゾート -奇跡の救出計画-（アリ・レヴィンソン）
- スノーピアサー（カーティス）
- フェイク シティ ある男のルール（ポール・ディスカント）

ジェームズ・フランコ
- 11.22.63（ジェイク・エッピング / ジェームズ・アンバーソン）
- ディスクローズ 葬られた秘密（ベン・ブリッグス）※配信版
- DEUCE/ポルノストリート in NY（ヴィンセント、フランキー）

ジョセフ・ゴードン＝レヴィット
- インセプション（アーサー）※劇場公開版
- G.I.ジョー（コブラコマンダー）
- ダークナイト ライジング（ジョン・ブレイク）
- ドン・ジョン（ジョン・“ドン・ジョン”・マテーロJr.）
- 7500（トビアス・エリス）
- プロジェクト・パワー（フランク）

ジョセフ・モーガン
- ヴァンパイア・ダイアリーズ（クラウス）
- オリジナルズ（ニクラウス・マイケルソン）
- ベン・ハー（ベン・ハー）

スコット・アドキンス
- アクシデントマン（マイク・ファロン）
  - アクシデントマン:ヒットマンズホリデー

- ジャン＝クロード・ヴァン・ダム/アサシン・ゲーム（フリント）
- デッドロック 絶対王者ボイカ（ユーリ・ボイカ）
- ハード・ターゲット2 -ファイティング・プライド-（ウェス・テイラー）
- ユニバーサル・ソルジャー 殺戮の黙示録（ジョン）

チャーリー・ハナム
- キング・アーサー（アーサー）
- トリプル・フロンティア（ウィリアム・“アイアンヘッド”・ミラー）
- ロスト・シティZ 失われた黄金都市（パーシー・フォーセット）

チャン・ヒョク
- 客主（チョン・ボンサム）
- 根の深い木 〜世宗大王の誓い〜（カン・チェユン）
- 私の国（イ・バンウォン）

マーク・ウォールバーグ
- インフィニット 無限の記憶（エヴァン・マコーリー / ハインリッヒ・トレッドウェイ）
- トランスフォーマー/ロストエイジ（ケイド・イェーガー）
  - トランスフォーマー/最後の騎士王

マット・デイモン
- インターステラー（マン博士）
- エリジウム（マックス・ダ・コスタ）
- BS世界のドキュメンタリー 危険な時代に生きる 第8回「待ち受ける未来」（本人）

リチャード・ドーマー
- ゲーム・オブ・スローンズ（ベリック・ドンダリオン）
- ジャッカルの日（ノーマン）
- フォーティチュード/極寒の殺人鬼（ダン・アンダーソン）

#### 映画（吹き替え）
- アーミクロン
- アイアンマン（ジミー、分析官） ※テレビ朝日版
- アタック・ナンバーハーフ2 全員集合!（チャイ）
- 穴（ジェフ〈ローレンス・フォックス〉）
- あなたは私のムコになる（アンドリュー・パクストン〈ライアン・レイノルズ〉）
- アパートメント:143（アラン・ホワイト〈カイ・レノックス〉）
- アマチュア（ゲインズ〈ジョシュ・チャールズ〉）
- アメリカン・アサシン（ゴースト〈テイラー・キッチュ〉）
- アラモ（ホアン・セギン〈ジョルディ・モリャ〉）
- アレクサンドリア（オレステス〈オスカー・アイザック〉）
- 暗殺の瞬間
- unknown/アンノウン（アンダーソン刑事〈クレイン・クロフォード〉）
- イースト/ウェスト 遙かなる祖国
- イグジスツ 遭遇（ブライアン〈クリス・オズボーン〉）
- イルカと少年（カイル・コネラン〈オースティン・ストウェル〉）
- インヴィンシブル 栄光へのタッチダウン（トミー〈カーク・アセヴェド〉）
- インタープラネット（カイ・コートランド〈ダン・モール〉）
- ウェス・クレイヴンズ ウィッシュマスター（エド・フィニー〈テッド・ライミ〉）
- ウォーキングwithダイナソー（ザックおじさん〈カール・アーバン〉）
- ウォークラフト（サー・アンドゥイン・ローサー〈トラヴィス・フィメル〉）
- ウォーリアー（トミー・コンロン〈トム・ハーディ〉）
- ウォッチャーズ（ビリー・フレッチャー〈マイケル・ランデス〉）
- 美しき虜（ヴァツラフ〈ミロスラフ・タボルスキー〉）
- 裏切りの戦場 葬られた誓い（ルゴルジュ大尉〈マチュー・カソヴィッツ〉）
- エージェント・マロリー（アーロン〈チャニング・テイタム〉）
- エーミールと探偵たち（グルントアイス〈ユルゲン・フォーゲル〉）
- AIR/エアー（バウアー〈ノーマン・リーダス〉）
- 永遠の僕たち（ドクター・リー〈チン・ハン〉）
- es［エス］ ※テレビ東京版
- エクスカリバーII 伝説の聖杯（グレアム）
- エボリューション ※日本テレビ版
- オオカミの誘惑（パン・ヘウォン〈チョ・ハンソン〉）
- カウベルズ パパのビジネスを救え！
- かけがえのない人（ドーソン・コール〈ジェームズ・マースデン〉）
- 火山高（ホッケー部主将パク・ソヌ）
- 軽い男じゃないのよ（ダミアン〈ヴァンサン・エルバズ〉）
- カンナさん大成功です!（ピンクのマネージャー）
- カンフー・ヨガ（ジョーンズ〈アーリフ・リー〉[73]）
- 宮廷料理人ヴァテール（ローザンの秘書）
- クラークス（ランダル・グレイヴス〈ジェフ・アンダーソン〉）※Netflix版
- グランド・クロス レボリューション（ジェイコブ〈ミーシャ・コリンズ〉）
- クリスマスキューピッド（アンドリュー・クレイグ〈バージェス・ジェンキンス〉）
- クルーエル・インテンションズ3
- グレイヴ・エンカウンターズ（ランス・プレストン〈ショーン・ロジャーソン〉）
- グレイヴ・エンカウンターズ2（ランス・プレストン〈ショーン・ロジャーソン〉）
- クロウ/真・飛翔伝説（ルーク〈デヴィッド・ボレアナズ〉）
- クロッシング（キム・ヨンス〈チャ・インピョ〉）
- コード211（スティーヴ〈ドウェイン・キャメロン〉[74]）
- ゴー・ファースト 潜入捜査官（ミコ）
- コールド マウンテン（オークリー〈ルーカス・ブラック〉）※テレビ東京版
- 恋する人魚たち（ドライバー）※テレビ東京版
- 最強サイボーグX（ジャック〈ロッキー・マイヤーズ〉）
- 最'狂'絶叫計画（ロス・ギギンズ〈ジェレミー・ピヴェン〉）
- 最後のマイ・ウェイ（クロード・フランソワ〈ジェレミー・レニエ〉）
- 西遊記リローデッド（三蔵法師〈ニコラス・ツェー〉）
- ザ・ゲーム 〜赤裸々な宴〜（トマ〈ヴァンサン・エルバズ〉）
- ザ・タウン（ダグ・マクレイ〈ベン・アフレック〉）
- ザ・ヒル（スペンサー〈マイケル・ルッツ〉）
- ザ・ベビーシッター（ジョン〈アンドリュー・バチェラー〉）
  - ザ・ベビーシッター ～キラークイーン～
- サラマンダー（エイジェイ〈アレクサンダー・シディグ〉）
- 彷徨い（イアン〈ジャスティン・サリンジャー〉）
- ザ・ロイヤル・テネンバウムズ（タクシー運転手、ウォルター・シャーマンほか）
- G.I.ジョー バック2リベンジ（コブラコマンダー〈ロバート・ベイカー〉）
- シークレット・パーティー（ジョン〈キアヌ・リーブス〉）
- ジェイ&サイレント・ボブ 帝国への逆襲（ホールデン・マクニール、本人〈ベン・アフレック〉）※Netflix版
- ジェネックス・コップ2（マッチ〈スティーブン・フォン〉）
- ジェラルド・バトラー in THE GAME OF LIVES（ウォルター・バー〈ウェス・ベントリー〉）
- ジャーヘッド2 奪還（メリメット〈ジョシュ・ケリー〉）
- ジャッジ・ドレッド（レックス〈ラングレー・カークウッド〉）
- ジャングル・クルーズ（サンチョ〈ダニ・ロビラ〉[75]）
- ジャン＝クロード・ヴァン・ダム ザ・ディフェンダー（ケイシー〈マーク・グリフィン〉）
- シュリ（オ・ソンシク〈パク・ヨンウ〉）※ソフト版
- ショーツ 魔法の石大作戦（トンプソンのパパ〈ジョン・クライヤー〉）
- スウィート・ドリームス（モリス〈ジョニー・ノックスビル〉）
- スター・ウォーズ/フォースの覚醒（バラ＝ティク〈ブライアン・ヴァーネル〉）
- ストーン・カウンシル（リュカ）
- スノー・バディーズ 小さな5匹の大冒険
- スペース・プレイヤーズ（マリク〈クリス・デイヴィス〉[76]）
- セクレタリアト/奇跡のサラブレッド（セス・ハンコック〈ドリュー・ロイ〉）
- セブン・サイコパス（マーティ・ファラナン〈コリン・ファレル〉）
- セブンソード（ハン・ジィパン〈ルー・イー〉）
- 続・最後の少林寺（ウー・ワイキン〈李志洲〉）
- ターミネーター（パンクB）※テレビ東京版（日本語吹替完全版コレクターズブルーレイボックス収録）
- ターンレフト・ターンライト（ジョン・リュウ〈金城武〉）
- タイタンの戦い（アポロ〈ルーク・エヴァンズ〉）※劇場公開版
- タイタンの逆襲（アレス〈エドガー・ラミレス〉）
- 抱きたいカンケイ（サム）
- ダニエル/悪魔の赤ちゃん（フランク〈ジェームズ・マーレイ〉）
- 007 スペクター（オーベルハウザーの部下1）
- ちいさな独裁者（キピンスキー〈フレデリック・ラウ〉）※スターチャンネル版
- チェイシング・エイミー（コヒー・ランディン）
- チリ33人 希望の軌跡（ロレンス・ゴルボルン〈ロドリゴ・サントロ〉）
- 沈黙の逆襲（メイソン・シルヴァー）
- ティアーズ・オブ・ザ・サン（ジェームズ・“レッド”・アトキンズ〈コール・ハウザー〉）
- D-TOX（コナー〈ショーン・パトリック・フラナリー〉）※テレビ東京版
- ディノシャーク（トレイス〈エリック・バルフォー〉）
- デッド・シティ2055（エヴァン〈ブライアン・グリーンバーグ〉）
- 天才チンパンジー ジャック/スケートボードに挑戦（ロブ〈キャメロン・バンクロフト〉）
- トゥームレイダー ファースト・ミッション（ビル〈ビリー・ポスルスウェイト〉[77]）
- 独房の生贄 〜悪霊が棲む213号室〜（マイケル・グレイ〈エリック・バルフォー〉）
- ドニー・ダーコ2（ランディ〈エド・ウェストウィック〉）
- 友引忌（ヒョンジュン〈ユ・ジテ〉）
- トレマーズ・ライジング（ヴァンサン）
- トロン（アラン・ブラッドリー / トロン〈ブルース・ボックスライトナー〉）※UMD・BD版
- トロン: レガシー（エドワード・デリンジャー〈キリアン・マーフィー〉）
- ナティ物語 ※ディズニー・チャンネル版
- 7級公務員（イ・ジェジュン〈カン・ジファン〉）
- ニード・フォー・スピード（ディーノ・ブルースター〈ドミニク・クーパー〉）
- 2番目に幸せなこと（ケヴィン・ラサター〈マイケル・ヴァルタン〉）
- 人間消失 ファイナル・ウォー（バック・ウィリアムズ〈カーク・キャメロン〉）
- ネバー・サレンダー 肉弾凶器 ※テレビ東京版
- バーティカル・リミット ※テレビ朝日版
- ハード・スキャンダル（ハンク・ロビンソン〈アンドリュー・マッカーシー〉）
- ハート・ロッカー（オーウェン・エルドリッジ特技兵〈ブライアン・ジェラティ〉）
- パーフェクト・クリーチャー（エドガー〈レオ・グレゴリー〉）
- パール・ハーバー（イアン〈トニー・カラン〉）※ソフト版
- パイレーツ・オブ・カリビアン/生命の泉（フェルナンド6世〈セバスチャン・アルメスト〉）
- ハウエルズ家のちょっとおかしなお葬式（ジャスティン〈ユエン・ブレムナー〉）
- バッファロー・ドリーム
- パシフィック・リム（ヤンシー・ベケット〈ディエゴ・クラテンホフ〉）
- バタフライ・エフェクト3/最後の選択（ロニー・フレノンズ）
- バッファロー・ドリームズ（ムーン）
- ハッピーエンド（キム・イルボム〈チュ・ジンモ〉）
- バトル・オブ・ザ・イヤー ダンス世界決戦（ジェイソン・ブレーク〈ジョシュ・ホロウェイ〉）
- パパってなに?
- バレット モンク（ファンクタスティック〈マーカス・ジャン・ピラエ〉）※テレビ東京版
- 犯罪都市 THE ROUNDUP（オ・ドンギュン〈ホ・ドンウォン〉[78]）
- ハン・ソロ/スター・ウォーズ・ストーリー（ドライデン・ヴォス〈ポール・ベタニー〉[79]）
- ビーニー・バブル（ブレイン〈ジェイソン・バーキー〉）
- 瞳の奥の秘密（イシドロ・ゴメス）
- ビリー・リンの永遠の一日（ダイム〈ギャレット・ヘドランド〉）
- WHO AM I? ※テレビ東京版
- ファーストフード・ネイション（ピート〈イーサン・ホーク〉）
- ファイナル・ロマンス（モンヨン〈テレンス・イン〉）
- ファンタスティック・ビーストと魔法使いの旅（ヘンリー・ショー・ジュニア〈ジョシュ・カウダリー〉）
- フィフティ・シェイズ・ダーカー（ジャック・ハイド〈エリック・ジョンソン〉）
- フィフティ・シェイズ・フリード（ジャック・ハイド〈エリック・ジョンソン〉）
- フェイク・フィアンセ
- フェイシズ（ブライス〈マイケル・シャンクス〉）
- 不屈の男 アンブロークン（渡邊睦裕〈MIYAVI〉）
- ブラッド・パラダイス（リーアム）
- ブラッド・ワーク ※ソフト版
- PLANET OF THE APES/猿の惑星（ハンセン）※日本テレビ版
- プルート・ナッシュ
- ブレイク・タウン（ジム〈ガイ・ピアース〉[80]）
- ブローン・アパート（レニー）
- 僕のミッシー（リッチ〈クリス・ウィタスキ〉）
- ホビット三部作（キーリ〈エイダン・ターナー〉）
  - ホビット 思いがけない冒険
  - ホビット 竜に奪われた王国
  - ホビット 決戦のゆくえ[81]
- マーベル・シネマティック・ユニバース（クラグリン〈ショーン・ガン〉）
  - ガーディアンズ・オブ・ギャラクシー
  - ガーディアンズ・オブ・ギャラクシー:リミックス[82]
  - ソー:ラブ&サンダー[83]
  - ガーディアンズ・オブ・ギャラクシー:VOLUME 3[84]
- マイネーム・イズ・ハーン（ザーキル・ハーン）
- マイ・ブラザー（サム・ケイヒル〈トビー・マグワイア〉）
- マルコ・ポーロ/東方見聞録（マルコ・ポーロ〈イアン・サマーホルダー〉）
- ミッション: 8ミニッツ（デレク・フロスト〈マイケル・アーデン〉）
- ミュンヘン（スティーブ〈ダニエル・クレイグ〉）
- メラニーは行く!
- 屋根裏のエイリアン（リッキー〈ロバート・ホフマン〉[85]）
- ライフ・オブ・パイ/トラと漂流した227日（カナダ人のライター〈レイフ・スポール〉）
- 理想の男になる方法
- リベンジ・マッチ（B.J.〈ジョン・バーンサル〉）
- RECCE レキ: 最強特殊部隊（ヘンク〈グレッグ・クリーク〉）
- REC:レック/ザ・クアランティン（ジェイク〈ジェイ・ヘルナンデス〉）
- REC/レック3 ジェネシス（コルド〈ディエゴ・マルティン〉）
- レジョネア 戦場の狼たち（ロルフ・ブルーナー）※DVD・ビデオ版
- レッド・ウォーター/サメ地獄（ブレット・ヴァン・ライアン〈ラングレー・カークウッド〉）※VHS版
- レッド・ドーン（ジェド・エッカート〈クリス・ヘムズワース〉）
- REBEL MOON: パート1 炎の子（摂政バリサリウス）
  - REBEL MOON: パート2 傷跡を刻む者
- ル・ディヴォース/パリに恋して（イヴ〈ロマン・デュリス〉）
- ローマンという名の男 -信念の行方-（ジョージ・ピアス〈コリン・ファレル〉）
- ロザライン（ダリオ〈ショーン・ティール〉）
- ロストブレット2（アルヴァロ〈ジェローム・ニール〉）
- 私の小さなピアニスト（シム・グァンホ〈パク・ヨンウ〉）
- 私の婚活恋愛術（ピーター〈マシュー・リス〉）
- ワルキューレ（ヴェルナー・フォン・ヘフテン中尉〈ジェイミー・パーカー〉）

#### ドラマ
- アブセンシア 〜FBIの疑心〜（ニック・デュランド〈パトリック・ヒューシンガー〉[86]）
- アメリカン・ゴシック 〜偽りの一族〜（トム・プライス〈ディラン・ブルース〉）
- アリー my Love
- アンドロメダ・ストレイン（チィー・チュウ〈ダニエル・デイ・キム〉）
- 1年に12人の男（イ・ジュン〈イ・ヨンウ〉）
- インスティンクト -異常犯罪捜査- シーズン2 （ライアン・ストック〈トラヴィス・ヴァン・ウィンクル〉）
- ウォーキング・デッド（リック・グライムズ〈アンドリュー・リンカーン〉）
- NCIS: ニューオーリンズ
  - シーズン1 #18（ジェイムズ・レイサム〈ルーク・マブリー〉）
  - シーズン4 #16（ジャック・クーパー）
- エレメンタリー ホームズ&ワトソン in NY シーズン3 #16（バークレー市会議員）、#21（アンソニー・セラーズ / ロイド）
- キャッスル 〜ミステリー作家は事件がお好き（ジェレミー・プレスウィック〈マーク・ブルカス〉）
- キツネちゃん、何しているの?（ペ・ヒミョン〈チョ・ヨヌ〉）
- キル・ポイント（ミスター・ピッグ / アルバート・ローマン〈フランク・グリロ〉）
- クリミナル・マインド7 FBI行動分析課 #23, #24（マシュー・ダウンズ〈ジョシュ・ランドール/Josh Randall〉）
- クリミナル・マインド 国際捜査班 シーズン2 #6（スコット・デイヴィス〈ブランドン・バラッシュ〉）
- グレイズ・アナトミー 恋の解剖学（アレックス・カレフ〈ジャスティン・チェンバース〉）
- クワンティコ/FBIアカデミーの真実（ライアン・ブース〈ジェイク・マクラフリン〉[87]）
- ケネディ家の人びと（ジョセフ・P・ケネディ・ジュニア〈ガブリエル・ホーガン〉）
- コーヒープリンス1号店（ノ・ソンギ〈キム・ジェウク〉）
- コールドケース 迷宮事件簿（クリス・ラッシング〈ジャスティン・チェンバース〉）※第四話まで出演
- サイエンス・シミュレーション 人類 火星に立つ（ヒロミ・オクダ）
- ザ・シールド ルール無用の警察バッジ（ケヴィン・ハイアット〈アレックス・オロックリン〉）
- ザ・パシフィック（ジョン・バジロン軍曹〈ジョン・セダ〉）
- 紳士の品格（イ・ジョンロク〈イ・ジョンヒョク〉）
- スーパーナチュラル（バルドル〈アダム・クロアズデル〉）
- SCORPION/スコーピオン シーズン1 #2（レーン知事）
- スタートレック:ディープ・スペース・ナイン（ノーヴォ）
- スペース・フォース（ファック・トニー〈ベン・シュワルツ〉）
- S.W.A.T. シーズン1 #16（リック・オーウェン〈ロブ・メイズ〉）
- セックス/ライフ（ブラッド・サイモン〈アダム・デモス〉）
- ゾウズ・フー・キル3 殺意の深層（クリスチャン・アルメン）
- ダークエイジ・ロマン 大聖堂（ウィリアム〈デヴィッド・オークス〉）
- Dirt（ファーバー・カウフマン〈ライアン・エッゴールド〉）
- ダ・ヴィンチ・デーモン（ロレンツォ・メディチ〈エリオット・コーワン〉）
- NUMBERS 天才数学者の事件ファイル シーズン2 #15（ロン・アレン〈チャーリー・ホフハイマー〉）
- ネイルサロン・パリス 〜恋はゆび先から〜（カン・ジョンヒョク〈ソン・ジェリム〉）
- PERSON of INTEREST 犯罪予知ユニット（ビル・シマンスキー刑事〈マイケル・マッグローン〉）
- ハート・オブ・ディクシー ドクターハートの診療日記（ジョージ・タッカー〈スコット・ポーター〉）
- ヴァイキング 〜海の覇者たち〜（ラグナル・ロズブローク〈トラヴィス・フィメル〉）
- パワーレンジャー・ロスト・ギャラクシー（マイク・コービット / マグナ・ガーディアン、オークショナー〈マイケル・ソリッチ〉）
- パワーレンジャー・ライトスピード・レスキュー（トライスカル）
- HAWAII FIVE-0（マッキニー）
- 犯罪捜査官ネイビーファイル（ジェイスン・タイナー〈チャック・キャリントン〉）
- PAN AM/パンナム（テッド・ヴァンダーウェイ〈マイケル・モーズリー〉）
- プライベート・プラクティス2 #16（アレックス・カレフ〈ジャスティン・チェンバース〉）
- THE BLACKLIST/ブラックリスト #18（クリストファー・マリー / クレイグ・キーン〈ピーター・スカナヴィーノ〉）
- 弁護士イーライのふしぎな日常（イーライ・ストーン〈ジョニー・リー・ミラー〉）
- ボードウォーク・エンパイア 欲望の街（リチャード・ハロー〈ジャック・ヒューストン〉）
- 僕の妻はスーパーウーマン（オン・ダルス〈オ・ジホ〉）
- ホワイトカラー
  - シーズン1 #8（エイブリー・フィリップス〈ジョナサン・タッカー〉）
  - シーズン3 #15（ロバート・ウィスロー〈ウォード・ホートン〉）
  - シーズン5（デイビッド・シーゲル〈ウォーレン・コール〉）
- マイノリティ・リポート（ウォリー〈ダニエル・ロンドン〉）
- MACGYVER/マクガイバー（ジャック・ダルトン〈ジョージ・イーズ〉）
- ミディアム7 最終章
- LAW&ORDER:クリミナル・インテント（リック・ゼイナー〈ロテール・ブリュトー〉）
- 私はラブ・リーガル
  - シーズン1 #13（エリック・ヘイズ〈ブライス・ジョンソン〉）
  - シーズン4 #11（ダン・エイブラハム〈タイラー・ジェイコブ・ムーア〉）
  - シーズン6 フィナーレ #4（エディ・デイヴィス〈ケヴィン・サイズモア〉）
- ワンス・アポン・ア・タイム（キリアン・ジョーンズ船長〈コリン・オドナヒュー〉）
- 100 オトナになったらできないこと（ロバーツ先生〈ジャック・デ・セナ〉[88]）

#### アニメ
- エボリューション（アラン博士）
- カーズトゥーン メーターの世界つくり話（ライトニング・マックィーン）
- カーズトゥーン ラジエーター・スプリングスの仲間たち（ライトニング・マックィーン）
- LEGO ピクサー:ブリックトゥーンズ（ライトニング・マックィーン）
- きかんしゃトーマス（スタンリー）※テレビ東京版 ※Eテレ版
  - トーマスをすくえ!! ミステリーマウンテン（スタンリー）
- キャプチャー・ザ・フラッグ 月への大冒険!（スコット・ゴールドウィング）
- 新聞 折込 キックオフ2002（沼田、キム・ハンジュ）
- ザ・バットマン（マーシャン・マンハンター / ジョン・ジョーンズ）
- 最強武将伝 三国演義（馬超）
- シュレック3（ランスロット）
- 少女チャングムの夢（ミン・ジョンホ）
- チェブラーシカ 2010年人形アニメ版（ゲーナ）
- ドラゴンブースター（ケイン）
- ひつじのショーン（牧場主）
- ベン10:アルティメット・エイリアン
- ボブとはたらくブーブーズ（ビーズリー）
- ホワット・イフ...?（クラグリン）
- ミニオンズ フィーバー（ネファリオ博士[89]）
- ミュータント・タートルズ（2012年版）（ドナテロ[90]）
- LEGO スター・ウォーズ/たたかえ!レジスタンス（バラ＝ティク）

#### テレビ番組
- UFC登竜門 ジ・アルティメットファイター ライト級サバイバル（ジョルジュ・サンピエール）

### 特撮
1990年代
- 不思議少女ナイルなトトメス（1991年）
- 忍者戦隊カクレンジャー（1994年 - 2024年、サイゾウ / ニンジャブルー） - 5作品
- スーパー戦隊ワールド（1994年、サイゾウ / ニンジャブルー）

2000年代
- 特捜戦隊デカレンジャー（2004年、ブリッツの声）
- 魔法戦隊マジレンジャー（2005年、キリカゲの声）
- 獣拳戦隊ゲキレンジャー（2007年、マキリカの声）
- セクシーボイスアンドロボ（2007年）
- 侍戦隊シンケンジャー（2009年、ヤナスダレの声）

2010年代
- 獣電戦隊キョウリュウジャー（2013年、デーボ・カリュードスの声）
- 宇宙戦隊キュウレンジャー（2017年、テッチュウの声）

2020年代
- ウルトラマンデッカー（2022年 - 2023年、HANE2〈ハネジロー〉の声） - 2作品

### テレビドラマ
- 大河ドラマ
  - 太平記 - 蔵人 役
  - 利家とまつ〜加賀百万石物語〜 - 家康家臣 役
- 地球の街角

### CM
- グリコ「キスミント」
- NTTドコモ

### テレビ番組
- NHK総合テレビ
  - 「南極観測50年 毛利衛 氷の大陸を行く」（ナレーター）
  - ディープピープル（ナレーター）
  - NHKスペシャル「盗まれた最高機密 〜原爆・スパイ戦の真実〜」（声の出演）
- NHK教育テレビ
  - からだであそぼ→あさだ!からだ!（ナレーター）
  - こどもにんぎょう劇場「すてきなよるに」
  - サイエンスZERO（ナレーター）
- 高畑勲、『かぐや姫の物語』をつくる。〜ジブリ第7スタジオ、933日の伝説〜（ナレーター）
- コズミックフロント(2011年 - 、NHK BSプレミアム)
- 世界ふれあい街歩き(2015年、NHK BSプレミアム) （ちょっとより道・ナレーター）
- さんまのナンでもダービー（1994年、テレビ朝日）
- サイエンスチャンネル「@mic GO! GO! 〜原子と原子核 基礎講座〜」（mic）
- ピンスポ（東映チャンネル、2009年）
- TBS
  - 日立 世界・ふしぎ発見!（ボイスオーバー）
- テレビ東京
  - 世界の衝撃ストーリー（声の出演）

### 玩具
- ウルトラマンデッカー ハネジロー おしゃべりサウンドぬいぐるみ（2022年9月）
- ウルトラマンデッカー 動く！話せる！光る！鳴る！ハネジロー（HANE2）（2023年3月）
- ウルトラマンデッカー ウルトラディーフラッシャー -MEMORIAL EDITION-（2023年7月）
- 忍者戦隊カクレンジャー ドロンチェンジャー 30th ANNIVERSARY EDITION（2025年3月）

### その他コンテンツ
- 『天地明察』（2015年、オーディオドラマ） - 村瀬義益
- 『大エルミタージュ美術館展』（2017年3月18日 - 6月18日、森アーツセンターギャラリー） - チェブラーシカ・ガイド（ゲーナ役）[96]
- 『東西美人画の名作 《序の舞》への系譜』（2018年3月31日 - 5月6日、東京藝術大学大学美術館） - 一部ナレーション
- 『草間彌生 ALL ABOUT MY LOVE 私の愛のすべて』（2018年3月3日 - 7月22日、松本市美術館） - ナレーション
- 『クラブマウスビート』（2021年7月2日 - 、東京ディズニーランド） - ライトニング・マックィーン

### シリーズ一覧
1. ↑  『幻想魔伝 最遊記』（2000年）、『最遊記RELOAD』（2003年
2. ↑  第1期（2005年）、第2期『II』（2006年）
3. ↑  『流星のロックマン』（2006年 - 2007年）、続編『流星のロックマン トライブ』（2007年 - 2008年）
4. ↑  第1作（2007年）、第2作『HALLOW』（2016年）
5. ↑  第1期（2013年）、Season 3 Part 1（2018年）、Season 3 Part 2（2019年）、The Final Season Part 1（2021年）、The Final Season Part 2（2022年）、The Final Season 完結編（後編）（2023年）
6. ↑  『XY』（2013年 - 2015年）、『XY 特別編 最強メガシンカ』（2014年 - 2015年）、『XY&Z』（2015年 - 2016年）
7. ↑  第1期（2015年）、第2期『風塵乱舞』（2016年）
8. ↑  第1期（2015年）、第2期『II』（2019年）、第3期『III』（2020年）、第4期『IV 新章 迷宮篇』（2022年）、第5期『V 豊穣の女神篇』（2024年 - 2025年）
9. ↑  第1期（2019年）、第2期『ぼくたちは勉強ができない！』（2019年）
10. ↑  テレビシリーズ（1994年 - 1995年）、劇場版（1994年）、オリジナルビデオ『スーパービデオ秘伝之巻』（1994年）、オリジナルビデオ『超力戦隊オーレンジャー オーレVSカクレンジャー』（1996年）、Webドラマ『第三部・中年奮闘編』（2024年）[91]
11. ↑  テレビシリーズ（2022年 - 2023年）、映画『最終章 旅立ちの彼方へ…』（2023年）[94][95]